# 조금산
조금산(1963년 12월 24일 ~ 2017년 7월 5일)은 대한민국의 희극배우이다. 1984년 개그콘테스트를 통해 데뷔한 이후, 1986년 《유머 1번지》에서 장두석과 더불어 '반갑구만 반가워요'라는 유행어를 유행시키기도 했다. 이는 2014년 《응답하라 1988》에서도 사용되었던 적이 있다. 이후 2002년 미국으로 이민을 갔다가, 홈쇼핑 호스트로 활동하기도 했다.
2017년 7월 5일 경기도 안산시 대부도에서 사망한 채 발견되었다.

## 학력
- 경성고등학교 졸업
- 인하대학교 사회학과 중퇴

## 출연 작품

### 텔레비전 프로그램
- 《유머 1번지》 - 동작그만, 물장수, 추억의 책가방(한국방송)
- 《쇼 비디오 자키》 - 네로 25시(한국방송)

### CF
- 1987년 롯데칠성음료 펩시*미린다 보물찾기 대잔치.
- 1988년 롯데제과 룸바 - 이봉원, 이경애와 동반 출연.
- 1988년 삼립식품 새우잡이 - 이경애와 함께 출연.
- 1988년 모나미 왕자파스 - "유머 1번지 - 물장수" 팀으로 출연.

### 영화 작품
- 1989년 《제3세대 우뢰매 6》 - 우뢰매는 심형래 감독이 연기한 어린이 영화이다.
- 1989년 《슈퍼 홍길동 3》
- 1992년 《해룡이와 달자의 추억의 책가방》